# Cotter River
Der Cotter River ist ein Fluss im Westen des Australian Capital Territory, des Gebiets um die australische Hauptstadt Canberra.
Er entspringt an den Nordhängen des Mount Scabby in den australischen Alpen, fließt nach Norden und mündet in den Murrumbidgee River.
Der Vermesser Charles Scrivener empfahl 1908 Canberra als Standort der zukünftigen Hauptstadt. Dabei kam der Versorgung mit Trinkwasser eine entscheidende Rolle zu. Knapp ein Fünftel des neu geschaffenen Hauptstadtterritoriums ACT bestand aus dem Einzugsgebiet des Cotter River. Dieser befindet sich heute zum größten Teil im Gebiet des Namadgi-Nationalparks.
Die ACTEW Corporation betreibt am Fluss drei Wasserreservoirs, von wo aus Trinkwasser nach Canberra geleitet wird. Diese werden von drei Talsperren gestaut:
- Die Cotter-Talsperre (Cotter Dam) ist eine 1912 errichtete Gewichtsstaumauer. Sie wurde 1951 erhöht, um die Kapazität zu vergrößern; diese beträgt heute 4,7 Mio. m³. Die Wasserqualität hat sich verschlechtert und das Reservoir wird nur noch bei Wassermangel angezapft.
- Die Bendora-Talsperre (Bendora Dam) ist eine 1961 errichtete Bogenstaumauer, das Reservoir fasst 11,54 Mio. m³.
- Der 1967 errichtete Corin-Staudamm (Corin Dam) ist ein mit Gestein und Erde aufgeschütteter Staudamm, die Kapazität beträgt 70,9 Mio. m³.

Die Gegend um den Cotter River ist ein beliebtes Naherholungsgebiet für die Einwohner der australischen Hauptstadt.